# 빌 모이어스

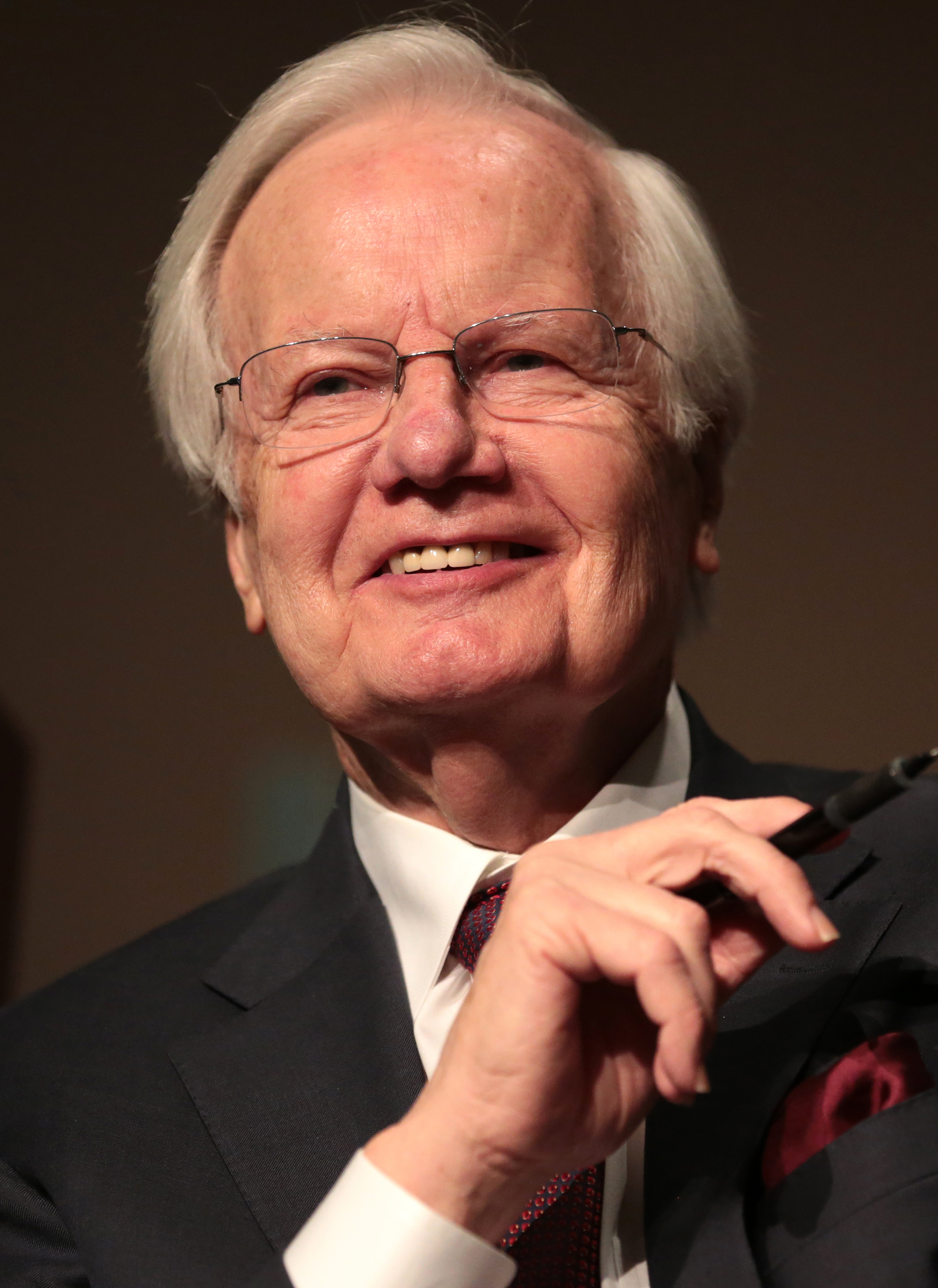
2017년의 모이어스

빌리 돈 모이어스(Billy Don Moyers, 1934년 6월 5일 ~ 2025년 6월 26일)는 미국의 언론인이자 정치 평론가로, 린든 B. 존슨 행정부 시기인 1965년부터 1967년까지 제11대 백악관 대변인을 지냈다. 그는 또한 1964년부터 1965년까지 짧은 기간 동안 미국의 대통령 비서실장을 사실상 역임하기도 했다.
모이어스는 1967년부터 1974년까지 외교협회 이사로 활동했다. 그는 또한 연례 빌데르베르흐 회의의 운영 위원회 위원이기도 했다. 모이어스는 10년 동안 네트워크 TV 뉴스 평론가로도 일했다. 모이어스는 공영 방송에 광범위하게 참여하여 다큐멘터리와 뉴스 저널 프로그램을 제작했으며, 탐사 저널리즘과 시민 활동으로 많은 상과 명예 학위를 받았다. 그는 기업 구조의 미국 뉴스 매체에 대한 날카로운 비평가로 잘 알려져 있었다.

## 초창기 및 교육

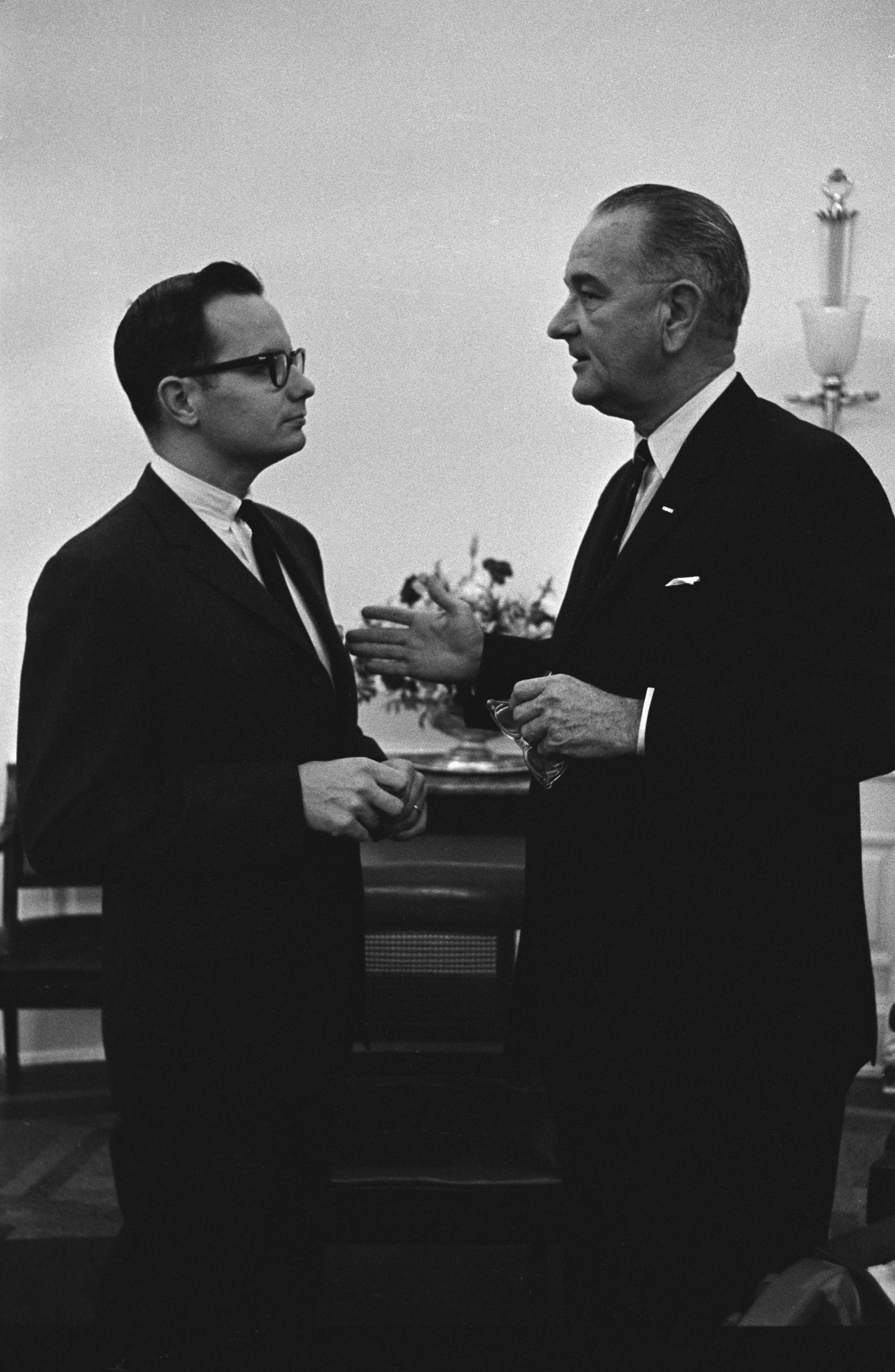
존슨 대통령(오른쪽)이 1963년 백악관 오벌 오피스에서 특별 보좌관 모이어스를 만나는 모습

빌리 돈 모이어스는 1934년 6월 5일 휴고 (오클라호마주)에서 노동자 존 헨리 모이어스와 루비 존슨 모이어스 사이에서 태어났다. 모이어스는 마셜 (텍사스주)에서 자랐다.
모이어스는 16세에 마셜 뉴스 메신저의 초보 기자로 저널리즘 경력을 시작했다. 대학에서 그는 텍사스 덴턴에 있는 노스 텍사스 주립대학에서 저널리즘을 공부했다. 1954년, 미국 상원의원 린든 B. 존슨은 그를 여름 캠페인 인턴으로 고용했고, 결국 그를 존슨의 개인 우편물 관리자로 승진시켰다. 곧이어 모이어스는 텍사스 대학교 오스틴으로 편입하여 데일리 텍산 신문에 글을 썼다. 1956년, 그는 저널리즘 학사 학위를 받고 졸업했다. 오스틴에 있는 동안, 모이어스는 존슨 상원의원의 부인인 레이디 버드 존슨이 소유한 KTBC 라디오 및 텔레비전 방송국의 뉴스 부편집장으로 일했다. 1956년에서 1957년 학년 동안, 그는 스코틀랜드 에든버러 대학교에서 로타리 국제 펠로우로 교회와 국가 문제에 대해 공부했다. 1959년, 그는 포트워스에 있는 사우스웨스턴 침례 신학교에서 신학 석사 학위를 마쳤다. 모이어스는 SWBTS에 재학 중 정보국장으로 일했다. 그는 또한 오스틴 근처 위어 (텍사스주)에서 침례교 목사이기도 했다.
모이어스는 텍사스 대학교에서 미국학 박사 과정을 밟을 계획이었다. 1960년 민주당 미국 대통령 후보 지명을 위한 존슨 상원의원의 실패한 시도 동안, 모이어스는 최고 보좌관으로 일했으며, 총선에서는 민주당 부통령 후보 존슨과 민주당 대통령 후보인 미국 상원의원 존 F. 케네디 사이의 연락책 역할을 했다.

## 케네디 및 존슨 행정부

### 평화 봉사단

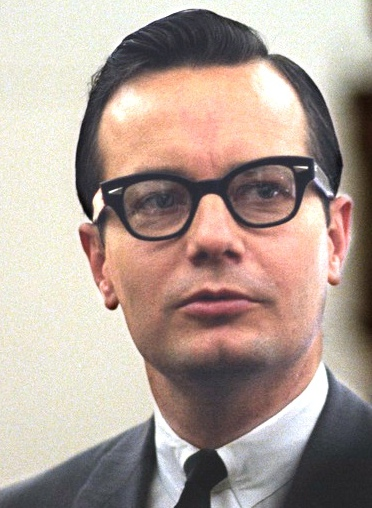
1966년의 모이어스

평화 봉사단은 1961년 3월 케네디 대통령의 행정 명령에 의해 설립되었지만, 실제로 조직을 설립하기 위한 자금을 마련하는 것은 최고 보좌관 사전트 슈라이버와 빌 모이어스의 몫이었다. 평화 봉사단 법은 1961년 9월 22일 케네디 대통령에 의해 서명되었다. 『사지』에서 스콧 스토셀은 "평화 봉사단의 전설에 따르면 모이어스와 슈라이버가 의회 의원 한 명 한 명에게 직접 전화했다"고 보고한다.
25년 후 프로그램의 창설을 회상하며 모이어스는 말했다: “우리는 처음부터 평화 봉사단이 단순한 기관, 프로그램 또는 임무가 아니라는 것을 알았습니다. 이제 우리는 평화 봉사단을 위해 살고 죽은 이들을 통해 그것이 세상에 존재하는 방식임을 알게 되었습니다." 국립 문서 기록 관리청이 주최한 50주년 "평화 봉사단 거인에게 경례" 행사에서 모이어스는 "우리가 평화 봉사단에서 보낸 시간은 우리 인생 최고의 해였습니다"라고 말했다. 모이어스는 2011년 유명한 배너티 페어의 프루스트 설문지에서도 같은 대답을 했다.
모이어스는 처음에 공공 업무 부국장으로, 그 다음에는 사전트 슈라이버의 부국장으로 재직했으며, 1963년 11월에 린든 B. 존슨 대통령의 특별 보좌관이 되었다.

### 공공 방송 협회
모이어스는 공공 방송 시스템 구축에 핵심적인 역할을 했다. 1961년, 연방 통신 위원회 의장 뉴턴 N. 미노우는 텔레비전을 "광활한 황무지"라고 부르며 공공 이익을 위한 프로그램 제작을 촉구했다. 몇 년 후, 존슨 행정부는 이 문제에 대한 연구를 시작했다. 뉴욕 카네기 재단은 비영리 교육 방송의 가치와 필요성을 연구하기 위한 위원회를 설립했다. 모이어스는 이 위원회에서 활동했으며, 1967년 '공공 텔레비전: 행동을 위한 프로그램'이라는 보고서를 발표했다. 모이어스는 이 노력에 대해 다음과 같이 말했다: "우리는 미국 의식의 중심 부분이자 우리 문화 내에서 귀중한 기관이 되었습니다."
모이어스는 위원회의 권고 사항을 이행할 법률 제정에 영향력을 행사했다. 1967년, 존슨 대통령은 "교훈적, 교육적, 문화적 목적을 위한 미디어 사용을 포함하여 공공 라디오 및 텔레비전 방송의 성장과 발전을 장려하는 것이 공공 이익에 부합한다"고 명시된 1967년 공공 방송법에 서명했다.
공공 방송법 50주년을 맞아 모이어스와 조지프 A. 칼리파노 주니어는 WNET과 함께한 경험에 대해 이야기했다.

### 존슨 행정부
케네디 암살 후 린든 B. 존슨이 취임하자 모이어스는 1963년부터 1967년까지 존슨의 특별 보좌관으로 일했다. 모이어스는 존슨의 취임 사진에 식별 가능한 마지막 생존자였다. 그는 1964년 위대한 사회 입법 태스크포스 조직 및 감독에 핵심적인 역할을 했으며, 존슨의 1964년 대통령 선거 운동의 주요 설계자였다. 모이어스는 1964년 10월부터 1965년 7월까지 대통령의 비공식 비서실장 역할을 했다. 1965년 7월부터 1967년 2월까지는 백악관 대변인도 역임했다.
1964년 선거를 앞두고 성적 비행으로 백악관 비서실장 월터 젠킨스가 사임하자, 린든 B. 존슨 대통령은 이 문제가 안보 위반으로 비화될 것을 우려하여 모이어스에게 배리 골드워터 참모진 15명의 개인 생활에 대한 "부정적인" 자료를 찾기 위해 FBI 이름 확인을 요청하라고 지시했다. 골드워터 자신은 젠킨스 사건에 대해 비공식적으로만 언급했다. 1975년 처치 위원회는 "모이어스가 이 사건에서 자신의 역할을 공개적으로 밝혔으며, 그의 진술은 FBI 문서에 의해 확인되었다"고 밝혔다. 2005년 로렌스 실버맨은 모이어스가 1975년 전화 통화에서 이 메모를 작성한 사실을 부인하며, FBI가 위조했다고 말했다고 썼다. 모이어스는 전화 통화에 대한 다른 기억을 가지고 있다고 말했다.
모이어스는 또한 백악관 직원, 특히 잭 발렌티의 성적 취향에 대한 정보를 FBI에 요청했다. 모이어스는 존슨이 왜 그런 정보를 요청하라고 지시했는지 기억이 불분명하지만, "단순히 후버가 대통령에게 처음 제기한 주장의 세부 사항을 찾고 있었을 수도 있다"고 말했다.
존슨 대통령의 지시를 받아 모이어스는 J. 에드거 후버에게 마틴 루터 킹 주니어의 명예를 훼손하도록 승인하고, 킹의 도청에 관여했으며, 오슬로 주재 미국 대사관이 킹의 노벨 평화상 여행을 돕는 것을 막았고, 킹이 1964년 1964년 민주당 전당대회에서 모든 백인으로 구성된 미시시피 대표단에 도전하는 것을 막으려 노력했다.
모이어스는 1964년 대통령 선거 운동에서 배리 골드워터에 반대하는 악명 높은 "데이지 광고"를 승인했지만(제작과는 무관), 골드워터는 그에게 책임을 물었고, 한 번은 모이어스에 대해 "그를 볼 때마다 속이 울렁거리고 토하고 싶다"고 말했다. 이 광고는 현대의 혹독한 부정적인 선거 광고의 시작점으로 여겨진다.

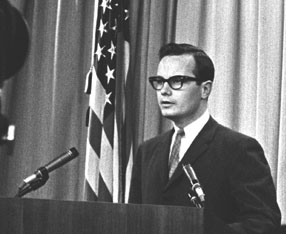
1965년 백악관에서 기자 회견을 하는 모이어스

기자 모리 세이퍼는 1990년 자신의 책 『플래시백』에서 모이어스와 존슨 대통령이 세이퍼의 상사인 CBS 사장 프랭크 스탠턴을 만나 미국 해병대가 베트남 전쟁에서 껌네 마을에 불을 지른 세이퍼의 보도에 대해 "잔인하게 비난"했다고 썼다.
세이퍼는 그 만남에서 존슨이 세이퍼의 "공산주의자 연계"를 폭로하겠다고 위협했다고 주장한다. 세이퍼에 따르면 이는 허풍이었다. 세이퍼는 이 사건에서 모이어스가 "핵심 인물은 아니더라도 분명히 핵심 방관자"였다고 말한다. 모이어스는 자신이 로널드 레이건과 조지 H. W. 부시 등 보수 대통령들을 강하게 비판한 보도가 세이퍼의 1990년 주장의 배후에 있다고 말했다.
1966년 4월 3일 뉴욕 타임스에서 모이어스는 존슨 대통령의 대변인 시절에 대한 이러한 통찰력을 제시했다: "나는 그의 단점에도 불구하고 그를 위해 일하고, 그는 나의 결점에도 불구하고 나를 위해 일하게 한다."
1966년 5월 18일, 국방부 장관 로버트 맥나마라는 몬트리올에서 미국 신문 편집인 협회 앞에서 '현대 세계의 안보'라는 제목으로 연설을 했는데, 이 연설에서 그는 미국의 국방 정책의 여러 측면을 비판했다. 린든 존슨은 맥나마라의 연설에 격분했다고 전해졌으며, 모이어스가 이를 승인했다는 사실이 모이어스의 조기 퇴임에 영향을 미쳤다.
1967년 10월 17일, 모이어스는 케임브리지 청중에게 존슨이 베트남 전쟁을 자신의 주요 유산으로 보고 있으며, 그 결과 대중의 반대에도 불구하고 모든 비용을 들여 승리를 고집하고 있다고 말했다. 모이어스는 이러한 갈등의 지속이 국가를 분열시킬 것이라고 생각했다. 그는 청중에게 "LBJ의 패배를 바라게 될 상황이 올 것이라고는 결코 생각하지 못했으며, 그것이 현재의 내 마음 상태를 더욱 고통스럽게 만든다"고 말했다. "이제 나는 이렇게 말해야 할 것이다: 상대가 누구냐에 따라 달라질 것이다."
존슨과의 갈등에 대한 자세한 내용은 공개되지 않았다. 그러나 1968년 3월 31일 존슨이 재선 불출마를 공개 발표한 후 녹음된 오벌 오피스 테이프는 모이어스가 백악관을 떠난 후에도 존슨과 계속 연락을 주고받았으며, 모이어스가 대통령에게 출마에 대한 생각을 바꾸도록 격려하기까지 했다는 것을 시사한다.

## 저널리즘

### 뉴스데이
모이어스는 1967년부터 1970년까지 롱아일랜드의 일간지 뉴스데이의 발행인으로 재직했다. 보수적인 성향의 이 출판물은 성공적이지 못했지만, 모이어스는 이 신문을 진보적인 방향으로 이끌었으며, 피트 해밀, 대니얼 패트릭 모이니핸, 솔 벨로와 같은 주요 작가들을 영입하고 새로운 기능과 더 많은 탐사 보도 및 분석을 추가했다. 발행 부수가 증가하고 이 출판물은 2개의 퓰리처상을 포함하여 33개의 주요 언론상을 수상했다. 그러나 이 신문의 소유주인 보수주의자 해리 구겐하임은 모이어스 체제 하의 신문의 자유주의적 경향에 실망하여 베트남 전쟁 시위에 대한 "좌익" 보도를 비판했다. 둘은 1968년 대통령 선거를 놓고 갈라섰는데, 구겐하임은 리처드 닉슨을 지지하는 사설에 서명했고, 모이어스는 휴버트 험프리를 지지했다. 구겐하임은 신문 직원들이 매각을 막으려 했음에도 불구하고 당시 보수적인 타임즈 미러 컴퍼니에 자신의 지분 대부분을 매각했으며, 모이어스가 타임즈 미러의 인수 가격보다 1천만 달러를 더 제안했음에도 불구하고 이루어졌다. 모이어스는 며칠 후 사임했다.

### CBS 뉴스
1976년, 모이어스는 CBS 뉴스에 합류하여 1981년까지 CBS 리포트의 편집장이자 수석 특파원으로 일했으며, 1981년부터 1986년까지는 댄 래더와 함께 CBS 이브닝뉴스의 선임 뉴스 분석가이자 논평가로 활동했다. 그는 네트워크 방송의 마지막 정규 논평가였다. CBS에서 마지막 해 동안, 모이어스는 네트워크의 뉴스 기준 하락에 대해 공개적으로 발언했으며 PBS와의 약속을 이유로 CBS와의 계약 갱신을 거부했다.

### NBC 뉴스
모이어스는 1995년 잠시 NBC 뉴스에 선임 분석가 겸 논평가로 합류했으며, 이듬해 자매 케이블 네트워크인 MSNBC의 '인사이트' 프로그램의 첫 진행자가 되었다. 그는 NBC 나이틀리 뉴스의 마지막 정규 논평가였다.

### PBS

#### 빌 모이어스 저널 (1972–1981)
1971년, 모이어스는 PBS에서 일하기 시작했다. 그의 첫 PBS 시리즈인 '빌 모이어스와 함께하는 이번 주'는 1971년과 1972년에 방영되었다.
빌 모이어스 저널은 1972년부터 1981년까지 PBS에서 방영되었으며, 1976년부터 1977년까지는 중단되었다. 그는 이후 2007년부터 2010년까지 이 제목의 프로그램을 진행했다.
1975년 빌 모이어스 저널은 로즈데일 (퀸스)에 첫 흑인 가족이 이사 온 후 발생한 소동, 즉 일련의 화염병 공격을 기록한 '로즈데일: 있는 그대로'를 방영했다. 2020년, 한 대학원생은 자신들이 경험했던 사건을 이해하려던 흑인 소녀들 그룹의 반응을 기록한 짧은 부분에 주목했다. 뉴욕 타임스는 나중에 다큐멘터리에 등장했던 아이들과 다른 사람들을 찾아내어 자체 보도 기사를 작성했다: "1975년에 아이들에 대한 인종차별 공격이 녹화되었다. 우리가 그들을 찾았다."

#### 개별 프로그램 (1982–2006)
1982년부터 2006년까지, 모이어스가 제작하고 진행한 70개의 다양한 다큐멘터리, 인터뷰 또는 단편 시리즈가 PBS 방송국에서 방영되었다.
이들은 종종 모이어스와 그의 아내인 주디스 수잔 데이비드슨 모이어스가 1986년에 설립한 회사인 공공 업무 텔레비전을 통해 제작되었다. 다른 협력자로는 영화 제작자 데이비드 그루빈과 프로듀서 매들린 암고트가 있었다.

#### 프론트라인 (1990–1999)
1990년부터 1999년까지 모이어스는 프론트라인 PBS 저널리즘 프로그램의 7개 에피소드를 제작하고 진행했다:
- 지구 오염 현장 (1990) - 유독 폐기물 관련
- 스프링필드, 전쟁으로 (1990) - 걸프 전쟁 논쟁 관련
- 중대한 범죄 및 경범죄 (1990) - 이란-콘트라 사건 관련
- 우리 아이들의 음식 속으로 (1993) - 살충제 관련
- 가장자리에서의 삶 (1995) - 경제 관련
- 워싱턴의 또 다른 스캔들 (1998) - 선거 자금 관련
- 정의 판매 (1999) - 사법 선거 관련

#### 빌 모이어스와 함께하는 NOW 및 와이드 앵글 (2002–2005)
모이어스는 2002년 1월부터 3년간 빌 모이어스와 함께하는 NOW라는 TV 뉴스 저널을 PBS에서 진행했다. 그는 2004년 12월 17일에 이 프로그램에서 은퇴했지만, 곧이어 2005년에 와이드 앵글의 진행자로 PBS에 복귀했다. NOW를 떠나면서 그는 린든 B. 존슨의 전기를 완성하고 싶다고 발표했다.

#### 빌 모이어스 저널 (2007–2010)
2007년 4월 25일, 모이어스는 빌 모이어스 저널과 함께 PBS로 돌아왔다. 첫 에피소드 "전쟁 구매"에서 모이어스는 이라크 전쟁을 앞두고 일반 언론의 단점이라고 부른 것을 조사했다. "전쟁 구매"는 제29회 뉴스 및 다큐멘터리 에미상 (2008년)에서 뉴스 매거진 부문 최우수 보도상을 수상했다.
2009년 11월 20일, 모이어스는 2010년 4월 30일에 주간 쇼에서 은퇴할 것이라고 발표했다.

#### 모이어스 & 컴퍼니 (2012–2015)
2011년 8월, 모이어스는 2012년 1월에 첫 방송된 1시간짜리 주간 인터뷰 프로그램 모이어스 & 컴퍼니를 발표했다. 같은 달, 모이어스는 BillMoyers.com도 개설했다. 나중에 30분으로 줄어든 '모이어스 & 컴퍼니'는 퍼블릭 어페어즈 텔레비전에서 제작하고 아메리칸 퍼블릭 텔레비전에서 배급했다. 이 프로그램은 상업 미디어에서 대표되지 않거나 불충분하게 대표되는 뉴스 및 의견을 방영하는 공영 미디어의 명시된 사명을 새롭게 이행하는 것으로 환영받았다.
이 프로그램은 2015년 1월 2일에 종료되었다.

### 모이어스의 민주주의 팟캐스트
2020년, 모이어스는 '민주주의에 대한 모이어스(Moyers on Democracy)'라는 팟캐스트 시리즈를 시작했다. 대화에는 리사 그레이브스의 우체국 갈등, 헤더 콕스 리처드슨의 남부가 남북 전쟁에서 승리한 방식, 헤더 맥기의 인종차별이 미국 사회에 미치는 해로운 영향, 빌 T. 존스의 최신 프로젝트인 흑인 선실 소년의 시점에서 모비딕을 재구성한 이야기가 포함되었다. 이 시리즈는 2021년 초에 종료되었다.

### 수상 내역
1995년, 빌 모이어스는 텔레비전 명예의 전당에 헌액되었다. 같은 해, 그는 월터 크롱카이트 언론 우수성상을 수상했다. 2006년 에미상 평생 공로상을 수상했을 때, 공식 발표에는 “빌 모이어스는 우리 시대와 우리 나라의 주요 문제와 사상을 탐구하는 데 평생을 바쳤으며, 텔레비전 시청자들에게 정치적, 사회적 문제에 대한 정보에 입각한 시각을 제공했습니다”라고 언급되었으며, “그의 방송의 범위와 품질은 끊임없이 찬사를 받았습니다. 미국 텔레비전 예술 과학 아카데미가 그에게 최고의 영예인 평생 공로상을 수여하는 것은 당연한 일입니다”라고 덧붙였다. 그는 26번의 에미상 후보 지명과 13번의 수상, 그리고 알프레드 I. 듀폰-컬럼비아 대학교 상의 골드 배턴, 피바디상 그리고 언론의 공정성과 탐사 보도에 대한 공로로 조지 폴크 평생 공로상(세 번째 조지 폴크상)을 포함하여 거의 모든 주요 텔레비전 저널리즘 상을 수상했다. 그는 미국 예술 문학 아카데미, 미국철학학회의 회원이며, 미국 영화 연구소에서 박사 학위를 포함하여 수많은 명예 학위를 받았다. 2011년, 모이어스는 휘티어 칼리지에서 명예 인문학 박사(L.H.D.) 학위를 받았다.

## 미디어 비평
2003년 BuzzFlash.com과의 인터뷰에서 모이어스는 "기업 우파와 정치 우파는 25년 전 노동자들에게 계급 전쟁을 선포했고 그들은 승리했다"고 말했다. 그는 "부자는 더욱 부유해지고 있으며, 이는 모든 배가 떠오르도록 한다면 큰 문제가 아닐 것이다"라고 지적했다. 그러나 대신 "불평등 격차는 1929년 이후 가장 넓어졌고, 중산층은 포위당했으며, 근로 빈곤층은 겨우 생계를 유지하고 있다"고 말했다. 그는 "기업 및 통치 엘리트들이 승리의 전리품을 취하는 동안" 정치 권력에 대한 접근은 "누가 무엇을 얻고 누가 비용을 지불하는지"가 되었다고 덧붙였다.
한편, 대중은 그의 말에 따르면 "미디어 서커스에 정신이 팔려 있고, 뉴스는 당파적 목적을 위해 중성화되거나 정치화되었기 때문에" 반응하지 못했다. 이를 뒷받침하며 그는 "러시 림보의 역설"을 언급했다. 림보가 "팜비치 맨션에 자리 잡고 전국적으로 생계를 겨우 유지하는 백인 노동자들의 분노를 달래고 있는데, 이는 림보가 영웅으로 숭배하는 기업 및 이념 세력 때문에 생겨난 문제이다. ... 에릭 앨터먼이 최근 저서에서 보고한 바와 같이 — 내가 자랑스럽게도 출판에 기여한 책이다 — 붉은 고기 전략의 일부는 주류 미디어를 끊임없이 공격하는 것인데, 이는 언론이 자유주의적 편향이라는 비난이나 기자 자신의 오해로 효과적으로 위협당하면, 보수주의자들이 숭배하는 기관들 — 기업 미국, 군대, 조직 종교, 그리고 그들 자신의 이념적 영향력의 보루들 — 이 감시를 피하고 미국 공공 생활에 대한 영향력을 상대적으로 아무런 도전 없이 증가시킬 수 있을 것이라고 알고 있기 때문이다."
2004년 12월 잠시 은퇴했을 때, AP 통신은 모이어스의 말을 인용하여 "나는 우리 시대의 가장 큰 이야기라고 생각하는 이야기를 전하고 있습니다. 즉, 우익 미디어가 공화당 전국위원회의 당파적 선전 기관이 되었다는 것입니다. 우리에게는 공화당원의 선거에 관심 있는 이념적 언론과 수익에 관심 있는 주류 언론이 있습니다. 따라서 우리는 미국 국민의 이익을 추구하는 경계심 강하고 독립적인 언론이 없습니다."

## 대통령 출마 운동
2006년 7월 24일, 진보 웹사이트 트루스디그에서 진보적인 정치 평론가 몰리 아이빈스가 "빌 모이어스를 대통령으로 출마시켜라, 진지하게"라는 기사를 게재하며 상징적인 출마를 촉구했다. 이 요청은 2006년 10월 랠프 네이더에 의해 수락되었다. 모이어스는 출마하지 않았다.

## 콘텐츠에 대한 CPB와의 갈등
2003년, 공공 방송 협회 이사장 케네스 톰린슨은 PBS 사장 팻 미첼에게 빌 모이어스와 함께하는 NOW가 "공공 방송에 필요한 균형에 전혀 미치지 못한다"고 편지를 썼다. 2005년, 톰린슨은 CPB 이사회에 알리거나 승인을 받지 않고 이 프로그램에 대한 연구를 의뢰했다. 이 연구는 톰린슨이 직접 선정한 미국 보수연합의 20년 경력의 보수 칼럼니스트인 프레드 맨이 수행했다. 연구 자체와 마찬가지로 맨의 임명은 CPB에 공개되지 않았다.
톰린슨은 그 연구가 자신이 "NOW의 좌익 편향의 이미지"라고 특징지은 것을 뒷받침한다고 말했다. 보수 잡지인 아메리칸 스펙테이터의 편집장 조지 뉴메이어는 PBS 뉴스아워에 "PBS는 나에게 자유주의 독점처럼 보이며, 빌 모이어스는 그 매우 강경한 좌익 편향의 대표적인 예이다... [모이어스는] 자신의 프로그램을 보수주의자와 공화당을 공격하는 플랫폼으로 사용한다"고 말했다.
언론 자유 기자 위원회는 CPB 의장이 프로그램 독립성을 침해하는 위험에 대해 목소리를 높였다. PBS 옴부즈맨과 자유 언론은 2003년 CPB 자체에서 실시한 여론 조사에서 미국인의 80%가 PBS가 "공정하고 균형 잡혔다"고 믿는다는 사실을 지적했다. 언론 개혁을 위한 전국 대회에서 행한 연설에서 모이어스는 이 주제에 대해 톰린슨에게 여러 차례 TV 대화를 요청했지만 무시당했다고 말했다.
2005년 11월 3일, 톰린슨은 미국 하원 민주당 의원들의 요청으로 CPB 감사관 케네스 콘즈의 재직 기간 보고서가 나온 후 이사회에서 사임했다. 톰린슨이 CPB 및 PBS의 이사 윤리 강령 및 법적 규정을 위반했음을 밝힌 이 보고서는 11월 15일 공개되었다. 보고서는 다음과 같이 명시한다.
우리는 공공 방송 협회(CPB) 전 이사장이 PBS 및 CPB와의 새로운 공공 업무 프로그램 제작 협상 중 해당 프로그램의 제작자 중 한 명과 직접 거래하여 법적 규정과 이사 윤리 강령을 위반했다는 증거를 발견했습니다. 우리의 검토는 또한 전 이사장이 CPB의 사장/최고 경영자(CEO)를 채용할 때 "정치적 시험"이 주요 기준[sic]으로 사용되었음을 시사하는 증거를 발견했는데, 이는 그러한 관행에 대한 법적 금지를 위반하는 것입니다.
2006년, 논란으로 인해 역할이 강화된 PBS 옴부즈맨은 "그가 돌아왔다: 톰린슨이 아닌 모이어스"라는 제목의 칼럼을 발표했다. 이 갈등을 되돌아보며 모이어스는 보스턴 글로브에 말했다: "싸우면 살아남을 수 있는 곳이지만 쉽지는 않다. 사실 케네스 톰린슨은 모든 면에서 소름 끼치는 영향을 미쳤다."

## 단체
모이어스는 한때 외교협회 이사(1967–1974)였으며, 한때 빌데르베르흐 그룹 운영 위원회 위원이자, 1990년부터 슈만 미디어 및 민주주의 센터의 회장이었다.

## 개인 생활

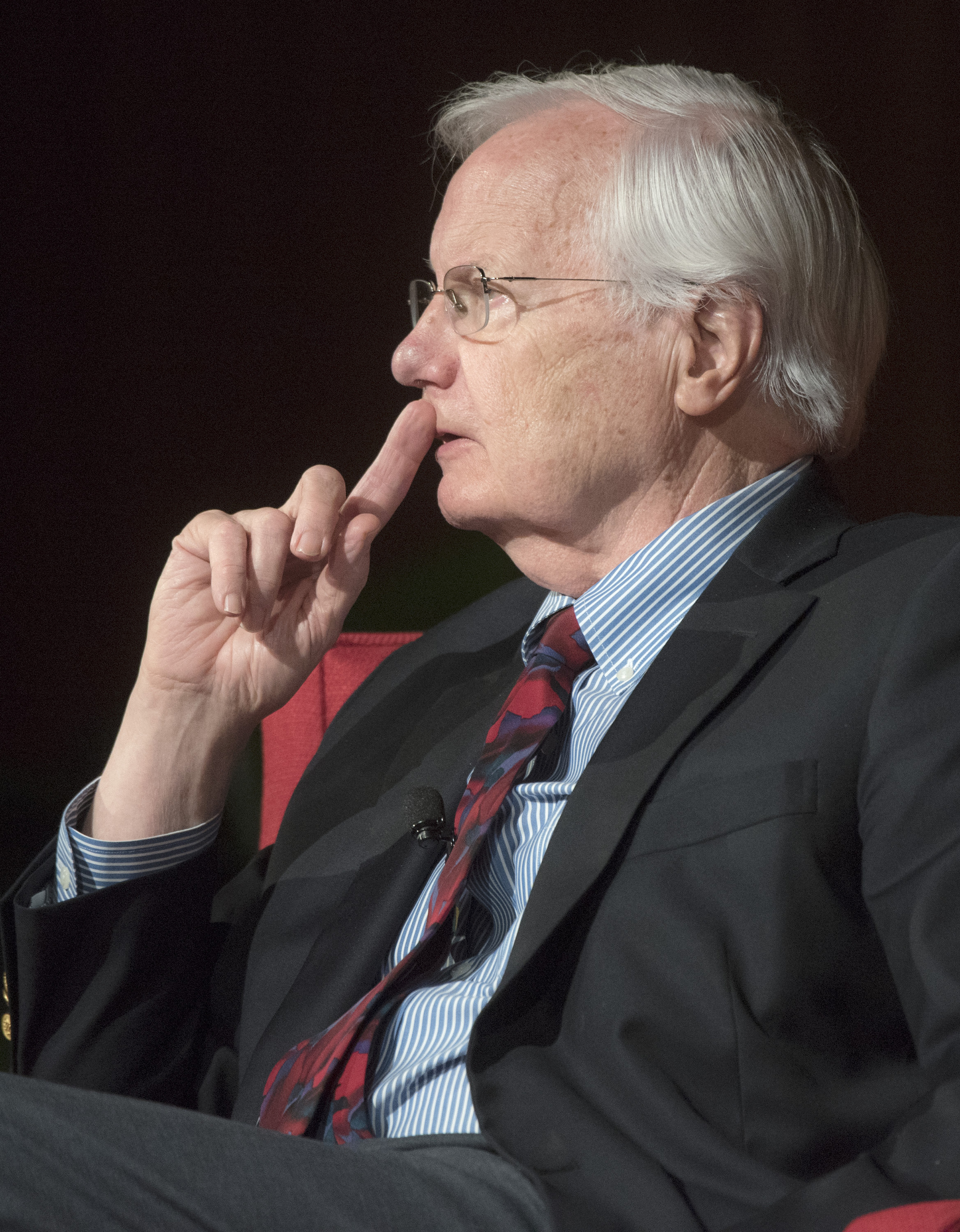
2018년 LBJ 대통령 도서관에서 모이어스

모이어스는 1954년 12월 18일 주디스 수잔 데이비드슨(프로듀서)과 결혼하였는데 그들에게는 세 자녀와 다섯 손주가 있었다.
그의 딸인 수잔 모이어스는 전직 교사이자 편집자이며, 역사 소설 '그 모든 일이 이루어질 때까지'의 저자이다.
그의 아들 윌리엄 코프 모이어스(CNN 프로듀서, 헤이즐든 재단의 중독 회복 대변인)는 술과 크랙 중독을 극복하기 위해 고군분투했으며, 이는 『Broken: My Story of Addiction and Redemption』이라는 책에 자세히 나와 있다. 그는 이 책에 빌 모이어스의 편지를 포함했는데, 그는 이 편지가 "아들에 대한 아버지의 사랑, 아들에 대한 아버지의 혼란, 그리고 궁극적으로 아들에 대한 아버지의 만족감을 보여주는 증거"라고 말했다. 나중에 그는 처방 오피오이드 중독과 부프레노르핀/날록손 약물 및 기도와 12단계 모임과 같은 전통적인 중독 회복 방법의 사용으로 고통받았으며, 이는 두 번째 책 『Broken Open: What Painkillers Taught Me About Life and Recovery』에 설명되어 있다.
그의 다른 아들인 존 모이어스는 "진보적인 분석과 논평을 담은 온라인 공공 문제 저널"인 톰페인닷컴의 설립을 도왔다.
모이어스는 2003년부터 2016년까지 버나즈빌 (뉴저지주)에 거주했다.

### 사망
2025년 6월 26일, 모이어스는 뉴욕시의 한 병원에서 전립선암 관련 합병증으로 사망했다. 향년 91세였다.
그의 사망 소식에 언론 감시 단체 편집자 댄 프룸킨은 모이어스를 "가장 위대한 위인 중 한 명"이라고 불렀다. 더 네이션의 존 니콜스는 "현대 미디어 개혁 운동은 다양성, 평등, 그리고 불의, 불평등, 권위주의, 군국주의를 폭로하는 진실을 말하는 보도에 대한 헌신으로, 빌이 부시-체니 시절 보여준 용감한 옹호 덕분에 가능했다. 그는 깃발을 들었고 우리는 그 주위에 모였다"고 논평했다. 버니 샌더스 상원의원은 "친구이자 공복이자 뛰어난 언론인이었던 그가 세상을 떠났다. 존슨 대통령의 보좌관으로서 빌은 대통령직을 더욱 진보적인 방향으로 이끌었다. 언론인으로서 그는 많은 사람들이 무시했던 문제들을 탐구할 용기를 가졌다"고 말했다.

## 출판된 저작물
- Listening to America: A Traveler Rediscovers His Country (1971), 하퍼스 매거진 출판부, ISBN 0-06-126400-8
- The Secret Government: The Constitution in Crisis: With Excerpts from an Essay on Watergate (1988), 공동 저자 헨리 스틸 코마저, 세븐 록스 프레스, 하드커버: ISBN 0-932020-61-5, 1990년 재판: ISBN 0-932020-85-2, 2000년 페이퍼백: ISBN 0-932020-60-7; 이란-콘트라 사건을 검토
- The Power of Myth (1988), 진행: 빌 모이어스, 저자: 조지프 캠벨, 더블데이, ISBN 0-385-24773-7
- A World of Ideas: Conversations with Thoughtful Men and Women About American Life Today and the Ideas Shaping Our Future (1989), 더블데이, 하드커버: ISBN 0-385-26278-7, 페이퍼백: ISBN 0-385-26346-5
- A World of Ideas II: Public Opinions from Private Citizens (1990), 더블데이, 하드커버: ISBN 0-385-41664-4, 페이퍼백: ISBN 0-385-41665-2, 1994년 랜덤 하우스 밸류 에디션: ISBN 0-517-11470-4
- Healing and the Mind (1993), 더블데이 하드커버: ISBN 0-385-46870-9, 1995년 페이퍼백: ISBN 0-385-47687-6
- The Language of Life: A Festival of Poets (1995). 더블데이 하드커버: ISBN 0-385-47917-4; 1996년 페이퍼백: ISBN 0-385-48410-0, 34명의 시인들과의 대화
- Genesis: A Living Conversation (1996), 더블데이 하드커버: ISBN 0-385-48345-7, 1997년 페이퍼백: ISBN 0-385-49043-7
- Sister Wendy in Conversation with Bill Moyers: The Complete Conversation (1997), WGBH 교육 재단, ISBN 1-57807-077-5
- Fooling with Words: A Celebration of Poets and Their Craft (1999), 윌리엄 모로우, 하드커버: ISBN 0-688-17346-2; 2000년 하퍼 페이퍼백: ISBN 0-688-17792-1
- Moyers on America: A Journalist and His Times (2004), 뉴 프레스, ISBN 1-56584-892-6, 2005년 앵커 페이퍼백: ISBN 1-4000-9536-0; 선별된 스물 한편의 연설과 논평, 테리 그로스와의 '프레시 에어' 인터뷰.[100]
- Moyers on Democracy (2008), 더블데이, ISBN 978-0-385-52380-6
- 빌 모이어스 저널: 대화는 계속된다 (2011), 뉴 프레스

## 같이 보기
- 패스 투 워

### 인용문
1. ↑  “Mimi Swartz, " The Mythic Rise of Billy Don Moyers: From Marshall, Texas, he set off on a heroic journey: to become LBJ's protégé, the conscience of TV news, and the prophet of a brand-new faith," November 1989”. 《Texas Monthly》. 2014년 3월 7일에 확인함.
2. 1 2 3  Scott, Janny (2025년 6월 26일). “Bill Moyers, a Face of Public TV and Once a White House Voice, Dies at 91”. 《The New York Times》. 2025년 6월 26일에 확인함.
3. 1 2 3  “Bill Moyers”. The Museum of Broadcast Communications. 2008년 5월 17일에 원본 문서에서 보존된 문서. 2008년 5월 15일에 확인함.
4. ↑  https://www.texasmonthly.com/news-politics/the-mythic-rise-of-billy-don-moyers/
5. ↑  https://variety.com/2025/tv/news/bill-moyers-dead-pbs-journalist-1236442118/
6. 1 2  “Bill Moyers Biographical Note”. LBJ Library and Museum. 2007년 7월 13일에 원본 문서에서 보존된 문서. 2007년 6월 7일에 확인함.
7. ↑  《Mark the Moment! Peace Corps anniversary discussion, marking the 60th anniversary down to the minute》 (영어), 2021년 9월 22일, 2022년 1월 8일에 확인함
8. ↑  https://www.jfklibrary.org/learn/about-jfk/jfk-in-history/peace-corps
9. ↑  Pearson, Jonathan. “Let's Climb This Hill Together”. 《World View》. National Peace Corps Association.
10. ↑  “Bill Moyers Says It All At The 25th Anniversary Conference | Peace Corps Worldwide”. 《peacecorpsworldwide.org》. 2022년 1월 8일에 확인함.
11. ↑  “Salute to Peace Corps Giants | C-SPAN.org”. 《www.c-span.org》 (미국 영어). 2022년 1월 8일에 확인함.
12. ↑  “Proust Questionnaire: Bill Moyers”. 《Vanity Fair》 (미국 영어). 2011년 6월 1일. 2022년 1월 8일에 확인함.
13. ↑  Coverdell, Paul D. (June 2003). “Voices From the Field” (PDF). 2015년 12월 31일에 원본 문서 (PDF)에서 보존된 문서.
14. ↑  “Public Broadcasting Turns 50”. 《Carnegie Corporation of New York》 (영어). 2022년 2월 3일에 확인함.
15. ↑  https://www.cpb.org/AboutCPB/History-Timeline
16. ↑  https://www.carnegie.org/news/articles/public-broadcasting-turns-50/
17. ↑  “President Johnson's Remarks”. 《www.cpb.org》 (영어). 2015년 1월 14일. 2022년 2월 3일에 확인함.
18. ↑  “Preserving Public Broadcasting at 50 Years”. 《Library of Congress》. 2022년 2월 3일에 확인함.
19. ↑  “Bill Moyers and Joseph A. Califano, Jr. Discuss the Public Broadcasting Act of 1967”. 《YouTube》. Thirteen PBS. 2025년 6월 28일에 확인함.
20. ↑  terHorst, Jerald; Albertazzie, Col. Ralph (1979). 《The Flying White House》. New York: Coward, McCann & Geoghegan. 225쪽. ISBN 0-698-10930-9.
21. ↑  Johnson, David K. (2004). 《The Lavender Scare》. Chicago: University of Chicago Press. 197쪽. ISBN 0-226-40481-1.
22. ↑  “US Dept Justice FBI Investigation 1975”. USDOJ. 1975. 2008년 5월 10일에 확인함.
23. ↑  Hoover's men ran name checks on 15 of them, producing derogatory information on two (a traffic violation on one and a love affair on another) "Hoover's Political Spying for Presidents, TIME, 1975  "
24. ↑  Dallek, Robert (2005). 《Lyndon B. Johnson: Portrait of a President》. UK: Oxford University Press. 188쪽. ISBN 0-19-515921-7. When reporters on his campaign plane pressed him for a comment, he would only speak 'off the record.' 'What a way to win an election,' he said, 'Communists and cocksuckers.'
25. ↑  “US Senate Select Committee To Study Governmental Operations, With Respect To Intelligence Activities” (PDF). 2008년 5월 28일에 원본 문서 (PDF)에서 보존된 문서. 2008년 5월 14일에 확인함.
26. ↑  Silberman, Acting Deputy Attorney General in 1975, says Moyers called his office and said the document was a "phony CIA memo" but declined Silberman's offer to conduct an investigation to clear his name. ""Hoover's Institution," The Wall Street Journal, 2005 보관됨 2월 27, 2009 - 웨이백 머신" Moyers responded that Silberman's account of the conversation was at odds with his. "Removing J. Edgar's name, Robert Novak, CNN, 2005 보관됨 3월 3, 2016 - 웨이백 머신"
27. ↑  Robert Novak (2005년 12월 1일). “Removing J. Edgar's name”. CNN. 2009년 2월 23일에 확인함.
28. ↑  “Letter to Bill Moyers from FBI – December 2, 1964” (PDF). 《The Washington Post》. 2009년 3월 26일에 원본 문서 (PDF)에서 보존된 문서. 2009년 2월 23일에 확인함.
29. ↑  Stephens, Joe (2009년 2월 19일). “Valenti's Sexuality Was Topic For FBI: Under Pressure, LBJ Let Hoover's Agents Investigate Top Aide”. 《The Washington Post》. A01면. 2009년 2월 20일에 확인함.
30. ↑  Kotz, Nikc (2005). 《Judgment days: Lyndon Baines Johnson, Martin Luther King, Jr., and the laws that changed America》. New York: Houghton Mifflin Harcourt. 쪽.
31. ↑  Barnes, Bart (1998년 5월 30일). “Barry Goldwater, GOP Hero, Dies”. 《The Washington Post》. 2010년 1월 17일에 확인함.
32. ↑  “The Power of Myth”. 《The New Republic》. 1991년 8월 19일.
33. ↑  Fox, Margalit (2008년 6월 17일). [hhttps://archive.nytimes.com/www.nytimes.com/2008/06/17/business/media/17schwartz-tony.html “Tony Schwartz, Father of 'Daisy Ad' for the Johnson Campaign, Dies at 84”]. 《The New York Times》. 2025년 7월 1일에 확인함.
34. ↑  Gibbons, William Conrad (1995). 《The U.S. Government and the Vietnam War: Executive and Legislative Roles and Relationships》. Princeton University Press. 69pp쪽. ISBN 0-691-00635-0.
35. ↑  “Booknotes: Flashbacks On Returning to Vietnam”. booknotes.org. November 16, 2010에 원본 문서에서 보존된 문서. February 28, 2009에 확인함. And Moyers was present during some of this showdown stuff about me being a Communist, clearly knew it was a bluff. As I say, there are limits, I think, even to being a good soldier. And even if one does, I think there is a time to come clean.
36. ↑  Gunther, Marc (1992년 5월 29일). “Is ill will behind piece '60 Minutes' plans to do on PBS' Bill Moyers?”. 《The Baltimore Sun》. 2009년 2월 28일에 확인함. Mr. Moyers wonders aloud whether his hard-hitting coverage of presidents Reagan and Bush has vexed Mr. Wallace and Mr. Safer, who, friends say, have become more politically conservative as they've grown older and wealthier.
37. ↑  Anderson, Patrick (1966년 4월 3일). “No. 2 Texan in the White House”. 《The New York Times》. SM1면.
38. ↑  Simpson, James B. (1988). 《Simpson's Contemporary Quotations, No. 848》. Houghton Mifflin. ISBN 0-395-43085-2. 2008년 12월 5일에 원본 문서에서 보존된 문서.
39. ↑  Halberstam 1972, 250쪽.
40. ↑  McNamara 1966.
41. ↑  대니얼 엘즈버그, Secrets, 197f
42. 1 2  Carr, David (2004년 12월 17일). “Moyers Leaves a Public Affairs Pulpit With Sermons to Spare”. 《The New York Times》. 2015년 5월 28일에 원본 문서에서 보존된 문서. 2025년 7월 1일에 확인함.
43. ↑  Moyers to LBJ: Hope You Change Mind about Running 밀러 센터: 미국 대통령, YouTube, Accessed October 29, 2020
44. 1 2  "Bill Moyers." Contemporary Heroes and Heroines, Book IV. Gale Group, 2000. Reproduced in Biography Resource Center. Farmington Hills, Mich.: Gale, 2010.
45. ↑  Gale Research (1998). 《Encyclopedia of World Biography》. University of Michigan: Gale Research. 215쪽. ISBN 0-7876-2551-5.
46. ↑  "Bill Moyers." Newsmakers 1991, Issue Cumulation. Gale Research, 1991. Reproduced in Biography Resource Center. Farmington Hills, Mich.: Gale, 2010.
47. ↑  Contemporary Authors Online, Gale, 2010. Reproduced in Biography Resource Center. Farmington Hills, Mich.: Gale, 2010.
48. 1 2  “The Press: How Much Independence?”. 《타임》. 1970년 4월 27일. 2010년 10월 30일에 원본 문서에서 보존된 문서. 2010년 2월 15일에 확인함.
49. ↑  Keeler, Robert F. (1990). 《Newsday: a candid history of the respectable tabloid》. Morrow. 460–61쪽. ISBN 1-55710-053-5.
50. ↑  “Newsday Goes For Nixon, But Moyers Balks”. 《Chicago Tribune》. 1968년 10월 17일. 2010년 2월 15일에 확인함.
51. ↑  “Moyers Resigns Post at Newsday”. 《The New York Times》. 1970년 5월 13일. 2010년 2월 15일에 확인함.
52. ↑  Raymont, Henry (1970년 3월 13일). “Newsday Employes Seek to Block Sale of the Paper”. 《The New York Times》. 2010년 2월 15일에 확인함.
53. 1 2  Shister, Gail (2006년 4월 18일). “Opinions Differ on CBS News' Commentary Plan”. 《필라델피아 인콰이어러》. 2007년 9월 27일에 원본 문서에서 보존된 문서. 2007년 6월 7일에 확인함 – 자유 언론 경유.
54. ↑  Boyer, Peter J. (1986년 11월 7일). “Bill Moyers Is Expected to Keep Tie to CBS News”. 《뉴욕 타임스》. 2018년 2월 3일에 원본 문서에서 보존된 문서. 2022년 3월 1일에 확인함.
55. ↑  Boyer, Peter J. (1986년 11월 21일). “Moyers Will Sever CBS Tie”. 《뉴욕 타임스》. 2017년 8월 12일에 원본 문서에서 보존된 문서. 2022년 3월 1일에 확인함.
56. ↑  “Moyers, Bill: U.S. Broadcast Journalist”. Museum of Broadcast Communications. 2007년 6월 8일에 원본 문서에서 보존된 문서. 2007년 6월 7일에 확인함.
57. ↑  “Rosedale: The Way It Is”. 2016년 1월 9일에 원본 문서에서 보존된 문서.
58. ↑  Nir, Sarah Maslin (2020년 6월 21일). “A Racist Attack on Children Was Taped in 1975. We Found Them.”. 《The New York Times》. 2020년 12월 8일에 확인함.
59. ↑  “Series Archive”.
60. ↑  “Madeline Amgott Dead: Pioneering Female TV News Producer Dies at 92”. 《버라이어티》. 2014년 7월 22일. 2014년 8월 14일에 확인함.
61. ↑  “Bill Moyers to leave PBS”. 《USA Today》. AP. 2004년 2월 19일. 2007년 6월 7일에 확인함.
62. ↑  Lowry, Brian (2007년 4월 20일). “Bill Moyers Journal: Buying the War”. 《Variety》. 2010년 5월 9일에 원본 문서에서 보존된 문서. 2010년 5월 20일에 확인함.
63. ↑  “Buying the War: How Big Media Failed Us in Iraq”. 《모이어스 & 컴퍼니》 (미국 영어). 2021년 11월 23일에 확인함.
64. ↑  “Buying The War – Emmy Winner for Best Report in a News Magazine”. 《YouTube》. The Emmy Awards. 2025년 6월 28일에 확인함.
65. ↑  Jensen, Elizabeth (2009년 11월 20일). “Bill Moyers to Leave Weekly Television”. 《The New York Times》. 2009년 11월 27일에 원본 문서에서 보존된 문서. 2025년 7월 1일에 확인함.
66. ↑  Elizabeth Jensen (2011년 8월 22일). “Bill Moyers Returns to Public Television, but Not PBS”. 《The New York Times》. 2015년 2월 13일에 확인함.
67. ↑  08-25-2011 Bill Moyers, Host of New Public Television Series Moyers & Company, Keynote Speaker at APT Fall Marketplace 2011
68. ↑  “Bill Moyers Is Back”. 《FAIR》. 2015년 2월 13일에 확인함.
69. ↑  Jensen, Elizabeth (2014년 9월 18일). “Moyers Says Show Really Is Ending This Time”. 《뉴욕 타임스》. 2014년 9월 18일에 확인함.
70. ↑  “Moyers on Democracy Podcast”. 《모이어스 & 컴퍼니》. 2020년 4월 15일에 원본 문서에서 보존된 문서. 2021년 12월 10일에 확인함.
71. ↑  “Television Hall of Fame Honorees: Complete List”. 《Television Academy》.
72. ↑  Arizona State University (2009년 1월 29일). “Walter Cronkite School of Journalism and Mass Communication”. 2016년 11월 23일에 확인함.
73. ↑  “Bill Moyers to receive Lifetime Achievement Award at News & Documentary Emmy Awards” (보도 자료). National Television Academy. 2006년 8월 1일. 2007년 9월 27일에 원본 문서에서 보존된 문서. 2007년 6월 7일에 확인함.
74. ↑  “Personal Award: Bill Moyers”. Peabody Awards. 2003. 2016년 8월 20일에 원본 문서에서 보존된 문서.
75. ↑  “APS Member History”. 《search.amphilsoc.org》. 2021년 12월 21일에 확인함.
76. ↑  “Honorary Degrees | Whittier College”. 《www.whittier.edu》. 2019년 12월 6일에 확인함.
77. 1 2  “Bill Moyers is Insightful, Erudite, Impassioned, Brilliant and the Host of PBS' "NOW"”. 《interview》 (BuzzFlash.com). October 28, 2003. December  6, 2006에 원본 문서에서 보존된 문서. December 18, 2006에 확인함.
78. ↑  Frazier Moore (2004). “Bill Moyers Retiring From TV Journalism”. Associated Press. 2007년 6월 12일에 원본 문서에서 보존된 문서. 2007년 7월 25일에 확인함.
79. ↑  “Ivins: Reality-based candidate – Jul 25, 2006”. CNN. 2010년 2월 16일에 확인함.
80. ↑  Ivins, Molly (2006년 7월 24일). “Run Bill Moyers for President, Seriously”. 《Truthdig》. truthdig.com. 2007년 6월 9일에 확인함.
81. ↑  Nichols, John (2006년 7월 28일). “Bill Moyers For President? Absolutely”. cbsnews.com. 2020년 7월 29일에 원본 문서에서 보존된 문서. 2021년 11월 24일에 확인함.
82. ↑  Nader, Ralph (October 28, 2006). “Bill Moyers For President”. 《CommonDreams》. June 13, 2007에 원본 문서에서 보존된 문서. June 9, 2007에 확인함.
83. 1 2  “Public Broadcasting Under Fire”. 《PBS 뉴스아워》. PBS. 2005년 6월 21일. 2005년 6월 24일에 원본 문서에서 보존된 문서. 2010년 2월 14일에 확인함.
84. ↑  Labaton, Stephen (November 16, 2005). "Ex-Chairman of Public Broadcasting Violated Laws, Inquiry Suggests" 보관됨 1월 13, 2015 - 웨이백 머신. 뉴욕 타임스.
85. ↑  Labaton, Stephen (2005년 6월 21일). “Public Broadcasting Monitor Had Worked at Center Founded by Conservatives”. 《The New York Times》 (미국 영어). ISSN 0362-4331. 2022년 2월 22일에 확인함.
86. ↑  Bode, Ken A. (2005년 9월 1일). “CPB Ombudsmen Reports: The Question Of "Balance"”. 2010년 6월 17일에 확인함.
87. ↑  “Screening for bias”. 《The Reporters Committee for Freedom of the Press》 (미국 영어). 2022년 2월 22일에 확인함.
88. ↑  “Bill Moyers to Address PBS Controversy at National Conference for Media Reform in St. Louis”. 《자유 언론》 (보도 자료) (영어). 2005년 5월 12일. 2022년 2월 22일에 확인함.
89. ↑  “Bill Moyers' speech to the National Conference for Media Reform”. 《자유 언론》. 2005년 5월 15일. 2007년 7월 4일에 원본 문서에서 보존된 문서. 2022년 2월 22일에 확인함.
90. ↑  “Moyers: "Tomlinson had a chilling effect"”. 《Current (publication of 아메리칸 대학교 커뮤니케이션 스쿨)》 (미국 영어). 2006년 10월 16일. 2022년 2월 22일에 확인함.
91. ↑  “History of CFR”. 《외교협회》. 2012년 7월 22일에 원본 문서에서 보존된 문서. 2022년 3월 1일에 확인함.
92. ↑  “Former steering Committee Members – Bilderberg Group”. February 2, 2014에 원본 문서에서 보존된 문서. November 19, 2013에 확인함.
93. ↑  “Bill Moyers on Democracy”. 《GBH》. 2008년 9월 16일.
94. 1 2 3  Bernstein, Fred (2025년 6월 26일). “Bill Moyers, eminence of public affairs broadcasting, dies at 91”. 《워싱턴 포스트》. 2025년 6월 26일에 확인함.
95. ↑  “Moyers's memoir serves as a voice for recovery”. 2008년 5월 15일에 확인함.
96. ↑  Richtel, Matt (2024년 9월 7일). “Broken Again. A National Advocate for Drug Recovery Relapses”. 《뉴욕 타임스》.
97. ↑  “TomPaine.common sense: About Us”. July 10, 2010에 원본 문서에서 보존된 문서. July 15, 2010에 확인함.
98. ↑  https://www.nj.com/entertainment/celebrities/2016/04/bill_moyers_pbs_bernardsville.html
99. ↑  Corbett, Jessica (2025년 6월 26일). “'We Have Lost a Giant': Broadcast Legend Bill Moyers Dies at 91”. 《커먼 드림즈》. 2025년 6월 27일에 확인함.
100. ↑  “Journalist Bill Moyers”. 《프레시 에어》 (영어) (내셔널 퍼블릭 라디오). 2022년 1월 8일에 확인함.